# Compton Gonsalves
Compton Aloysius Gonsalves (11 de dezembro de 1926 — 8 de março de 2012) foi um ciclista trinitário-tobagense que competiu para Trinidad e Tobago em duas provas nos Jogos Olímpicos de Verão de 1948.